# Bushnell (Nebraska)
Bushnell es una villa ubicada en el condado de Kimball en el estado estadounidense de Nebraska. En el Censo de 2010 tenía una población de 124 habitantes y una densidad poblacional de 209,99 personas por km².

## Geografía
Bushnell se encuentra ubicada en las coordenadas 41°13′58″N 103°53′28″O / 41.23278, -103.89111. Según la Oficina del Censo de los Estados Unidos, Bushnell tiene una superficie total de 0.59 km², de la cual 0.59 km² corresponden a tierra firme y (0%) 0 km² es agua.

## Demografía
Según el censo de 2010, había 124 personas residiendo en Bushnell. La densidad de población era de 209,99 hab./km². De los 124 habitantes, Bushnell estaba compuesto por el 96.77% blancos, el 0.81% eran afroamericanos, el 0% eran amerindios, el 0% eran asiáticos, el 0% eran isleños del Pacífico, el 0% eran de otras razas y el 2.42% pertenecían a dos o más razas. Del total de la población el 3.23% eran hispanos o latinos de cualquier raza.

## Economía
La tasa de desempleo en Bushnell es del 2,4%. El reciente crecimiento del empleo es positivo. Los trabajos de Bushnell han aumentado un 2,7%.